# Mergl Ödön
Mergl Ödön József (Pozsony, 1861. július 12. – Pozsony, 1926. július 20.)  orvosdoktor, bakteriológus, amatőr festőművész.

## Élete
Szülei Mergl Károly és Weinstabel Erzsébet. Testvére volt Ernő Jakab (1862), Jenő Mór József (1866), Mária Erzsébet (1868). Unokatestvére volt Karol Mergl pozsonyi kutató és tanár, akinek kéziratban maradt műve a Fauna Posoniensis.
1883-ban orvosdoktori oklevelet szerzett Bécsben. Pozsonyban telepedett le, ahol 1886-1888 között a pozsonyi állami kórházban másodorvos volt. 1888-1906 között városi kerületi orvos, 1894 novembertől a Ferenc József gyermekkórház főorvosa lett. 1906 augusztusától Pozsony szabad királyi város tiszti főorvosa. 1907 júliusában a lépfene-járvány alkalmával is helytállt. 1922-ben nyugdíjazták.
Pozsonyban a Szent András-temetőben nyugszik.
Robert Kühmayer egyik legkorábbi fennmaradt szobra Mergl Ödön portréja 1904-ből. A Pozsonyi Orvos-Természettudományi Egyesület ülésein is részt vett előadásaival. A pozsonyi Hallgatagsághoz szabadkőműves páholy tagja volt.

## Elismerései
- 1898 első osztályú díszoklevél (Madrid, Nemzetközi közegészségügyi és demográfiái kongresszus és kiállítás)
- 1896 kiállítási érem (Magyar országos kiállítás)

## Művei
- 1888 A creolin, Jodoform és antipyrin a szemészetben. Orvosi Hetiszemle (németül a Centrallblatt für Augenheil-kunde)
- 1889 Táblázatos leírása az emberi testnek. Pozsony.
- 1888 Szemészeti műtétek. Orvosi Hetiszemle.
- 1890 Adatok a trachoma kérdéséhez I. Szemészet (Különnyomatként is 1891)
- 1894 Adatok a trachoma kérdéséhez II. Orvosi Hetilap
- 1895 Beiträge zur Mikrophotographie. Internationale medicinisch photographische Monatschrift
- 1896 Stereoskopische Versuche. Internationale medicinisch photographische Monatschrift
- 1897 A diphteriáról. A pozsonyi orvos-természettudományi egyesület közleményei
- 1897 Az Itrol alkalmazása szembetegeknél. Orvosi Hetilap
- 1897 Bakteriológiai és szemészeti mikrophotographiák. Pozsony

Ezen kívül több egészségügyi cikke jelent meg a pozsonyi magyar és német lapokban